# Max Hofmeister
Max Hofmeister (Leoben, 22 de março de 1913 - 12 de abril de 2000) foi um futebolista austríaco, medalhista olímpico.

## Carreira
Max Hofmeister fez parte do elenco medalha de prata, nos Jogos Olímpicos de 1936.